# Inscripció de Bitola
La Inscripció de Bitola (o Bítola) és una inscripció medieval en pedra, escrita en antic eslau. La van trobar al 1956, durant la demolició d'una antiga mesquita otomana a Bitola, a Macedònia del Nord i es conserva en l'Institut i Museu de Bitola, com a monument epigràfic d'«una placa de marbre amb caràcters ciríl·lics de Ioan Vladislav del 1015/17». El text commemora la restauració de la fortalesa de Bitola sota un tal tsar Ivan. Es creu que data aproximadament del 1015 i el monarca en qüestió és el tsar Joan Ladislau de Bulgària. Segons alguns autors, la inscripció data del segle xiii, i en aquest cas seria el tsar Ivan Assén de Bulgària.

## Text
El text de la inscripció està una mica danyat. Amb algunes conjectures fetes per Vladimir Moshin i Iordan Zaimov per reconstruir les parts danyades, diu:
| « | † Въ лѣто Ѕ ҃Ф ҃К ҃Г ҃ отъ створенїа мира обнови сѧ съ градь зидаемъ и дѣлаемъ Їѡаном самодрьжъцемъ блъгарьскомь и помощїѫ и молїтвамї прѣс ҃тыѧ влад ҃чицѧ нашеѧ Б ҃чѧ ї въз()стѫпенїе І ҃В ҃ i връховънюю ап ҃лъсъ же градь дѣлань бысть на ѹбѣжище и на сп҃сенѥ ї на жизнь бльгаромъ начѧть же бысть градь сь Битола м ҃ца окто ҃вра въ К ҃. Конъчѣ же сѧ м ҃ца ... исходѧща съ самодрьжъць быстъ бльгарїнь родомь ѹнѹкъ Николы же ї Риѱимиѧ благовѣрьнѹ сынь Арона Самоила же брата сѫща ц ҃рѣ самодрьжавьнаго ꙗже i разбїсте въ Щїпонѣ грьчьскѫ воїскѫ ц ҃рѣ Васїлїа кде же взѧто бы злато ... фоѧ съжев ... ц҃рь разбїенъ бы ц҃рѣмь Васїлїемь Ѕ ҃Ф ҃К ҃В ҃ г. лтѣ оть створенїѧ мира ... їѹ съп() лѣтѹ семѹ и сходѧщѹ . | En l'any 6523 (1015) des de la creació del món, aquesta fortalesa, construïda i feta per Ivan, el tsar de Bulgària, fou renovada amb ajut i oracions de la Mare de Déu i per intercessió dels dotze suprems apòstols. La fortalesa fou construïda com a recer i per a la salvació de les vides dels búlgars. El treball a la fortalesa de Bitola començà el dia vint del mes d'octubre i acabà en el […] Aquest tsar fou búlgar per naixement, net dels pietosos Nicolau i Ripsim, fill d'Aaró, que era germà de Samuel, tsar de Bulgària, els dos que derrotaren l'exèrcit grec de l'emperador Basili II a Stipó, d'on s'emportaren l'or […] i a [...]aquest tsar fou derrotat per l'emperador Basili el 6522 (1014) des de la creació del món a Klyuch i va morir a finals de l'estiu. | » |